# Diocèse de Chaozhou
Le diocèse de Chaozhou (Dioecesis Sciaoceuvensis), ou de Shiuchow, est un siège de l'Église catholique en République populaire de Chine, suffragant de l'archidiocèse de Canton. Il est actuellement vacant.

## Territoire
Le diocèse comprend la partie est de la province de Guangdong.
Le siège est à Chaozhou.

## Histoire
La région est évangélisée à partir de la seconde moitié du XIXe siècle par les prêtres des Missions étrangères de Paris, avec une mission du nom de Tchao Tchéou Fou.
Benoît XV érige le 9 avril 1920 le nouveau vicariat apostolique de Shiuchow (Chaozhou) par le bref Cum opitulante, par partition du vicariat apostolique de Canton. Il est confié aux salésiens italiens. En 1921, il comprenait 2 677 baptisés.
Le premier évêque, Mgr Versiglia, est fusillé avec le père Caravario par des troupes irrégulières, le 25 février 1930. Ils ont été canonisés par saint Jean-Paul II le 1er octobre 2000.
Le vicariat apostolique est élevé au rang de diocèse par la bulle Quotidie Nos du 11 avril 1946 de Pie XII.
En octobre 1949, l'ensemble de la Chine tombe sous le régime communiste de Mao Tsé-Toung et en deux ans les missions chrétiennes sont éradiquées, ouvrant la porte à une période de plusieurs décennies de persécution.

## Ordinaires
- Saint Louis Versiglia S.D.B., 22 avril 1920-25 février 1930 (fusillé)
- Ignazio Canazei S.D.B, 24 juillet 1930-12 octobre 1946
- Michele Alberto Arduino S.D.B., 9 avril 1948-21 octobre 1962
- Sede vacante depuis 1962

## Statistiques
En 1950, le diocèse comptait 5 200 baptisés pour environ 2 500 000 habitants (0,2%), 23 prêtres (dont 20 réguliers) et 29 religieuses.